# Посольство Іспанії в Україні
Посольство Іспанії в Києві — офіційне дипломатичне представництво Королівства Іспанія в Україні, відповідає за підтримання та розвиток відносин між Іспанією та Україною.

## Історія посольства
Після проголошення незалежності Україною 24 серпня 1991 року Іспанія визнала Україну 31 грудня 1991 року. Дипломатичні відносини між Україною і Королівством Іспанія були встановлені 30 січня 1992 року шляхом підписання у Празі спільного комюніке. У серпні 1992 р. в Києві почало функціонувати постійне дипломатичне представництво Королівства Іспанія в Україні.

## Структура посольства
- Посол, пані Сільвія Йозефіна Кортес Мартін
- Заступник Глави Місії, пан Рафаель Осоріо де Ребейон Війар
- Секретар Посольства, Завідувач адміністративного відділу та відділу культури, пан Оріол Ескалас Нойа
- Секретар Посольства, Завідувач консульського відділу, пан Віктор Мурсія Гарсон
- Аташе з питань оборони (сухопутні війська та військово-морський флот), підполковник Хосе Карлос * Колома Контрерас, з резиденцією в Москві
- Аташе з питань оборони (військово-повітряні сили), підполковник Ігнасіо Маталобос Гонсалес, з резиденцією в Москві
- Радник з питань туризму, Луїс Бовес Марітн, з резиденцією в Москві
- Радник з торгово-економічних питань, пані Май Абраін Родрігес
- Завідувач канцелярії, пан Рубен Мартін Віана
- Керівники візового відділу,
  - Пані Мерседес Санчес Ідальго
  - Пані Марія Тереса Морено Інсертіс
  - Пан Хосе Антоніо Аларкон Перальта
  - Пан Хавєр Помарета Прієто
  - Пан Іван Діес Кабанес

## Посли Іспанії в Україні
1. Едуардо Хунко (1992–1997)
2. Фернандо Хосе Бельйосо Фернандес (1997–2001)
3. Луїс Гомес де Аранда і Війєн (2001–2005)
4. Луіс Хав'єр Хіль Каталіна (2005–2009)
5. Хосе Родрігез Мояно (2009-2013)
6. Херардо Анхель Бугайо Оттоне (2013-2017)[1]
7. Сільвія Йозефіна Кортес Мартін (2017-2022)[2]
8. Рікардо Лопес-Аранда Хагу (2022-)